# هتل چهار فصل میامی
هتل چهار فصل میامی، (به انگلیسی: Four Seasons Hotel Miami) آسمان‌خراش ۷۰ طبقه به ارتفاع ۷۸۹ فوت (۲۴۰ متر)، با کاربری هتل، اداری-تجاری است، که در شهر میامی، فلوریدا، ایالات متحده آمریکا مستقر می‌باشد. پروژه ساخت این ساختمان در سال ۲۰۰۰ آغاز شد و در سال ۲۰۰۳ تکمیل و افتتاح گردید.

## نگارخانه

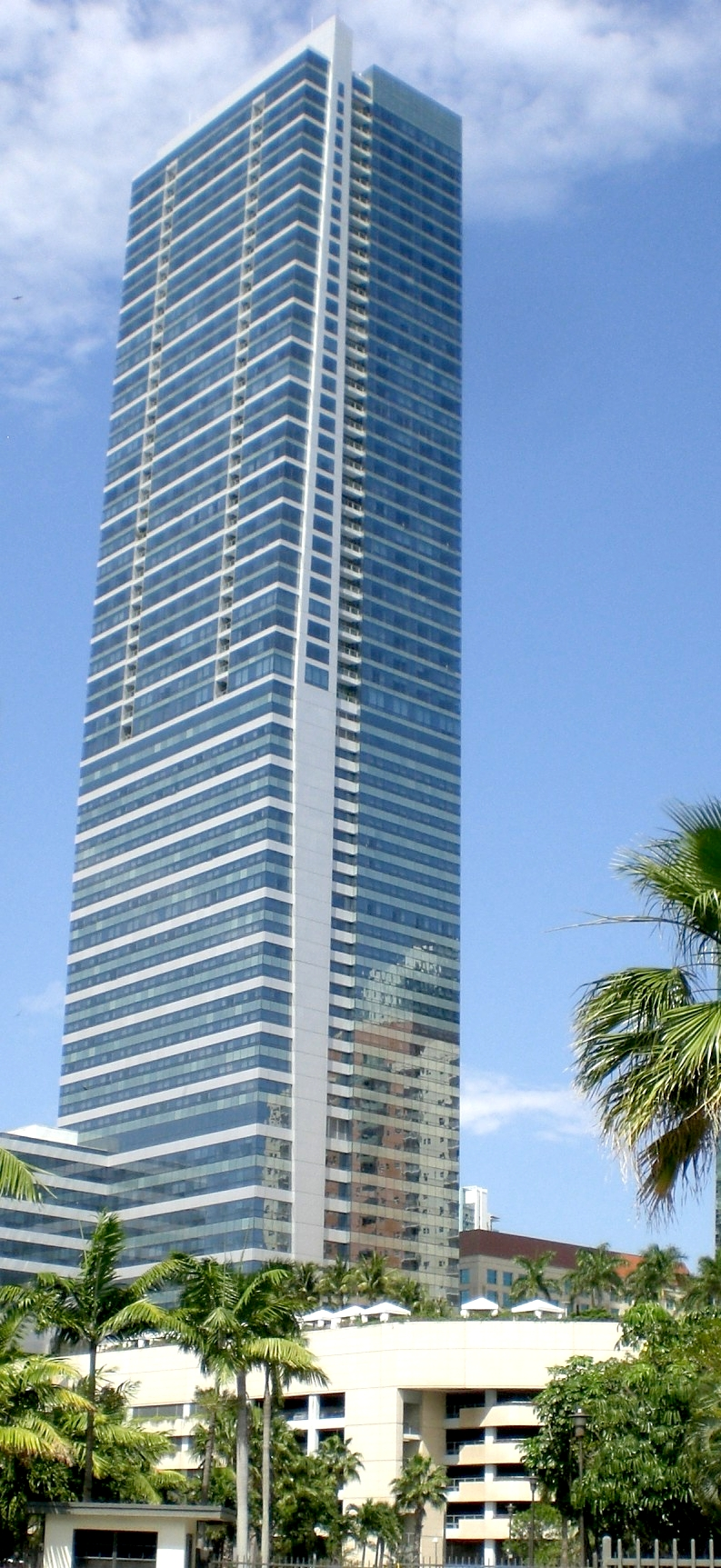
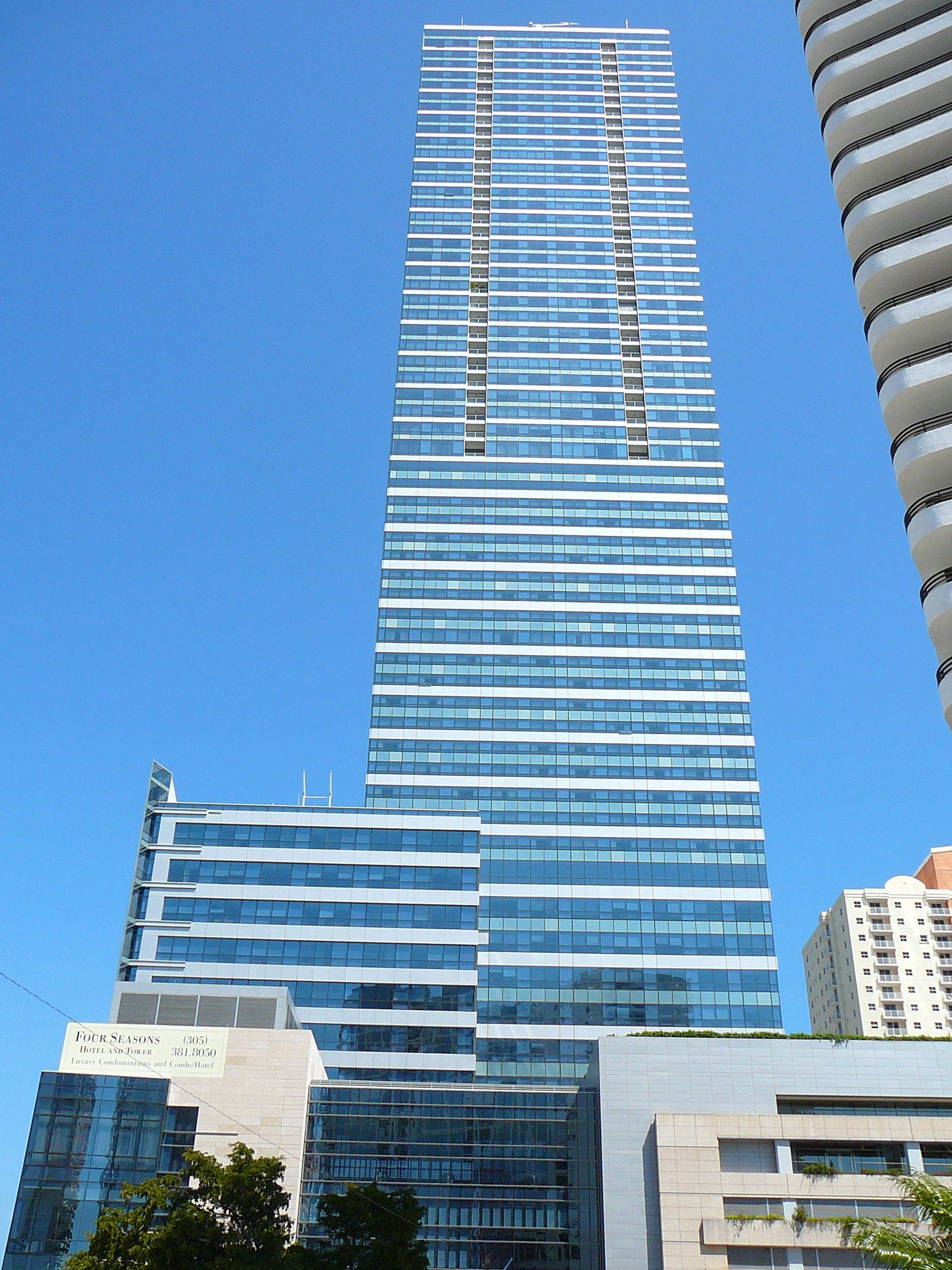
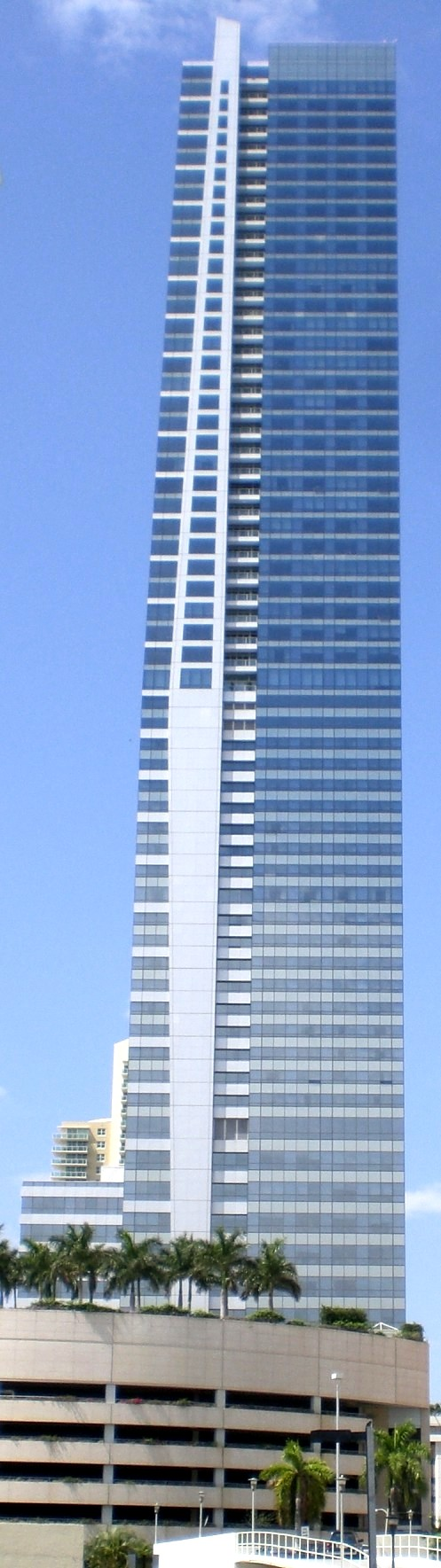
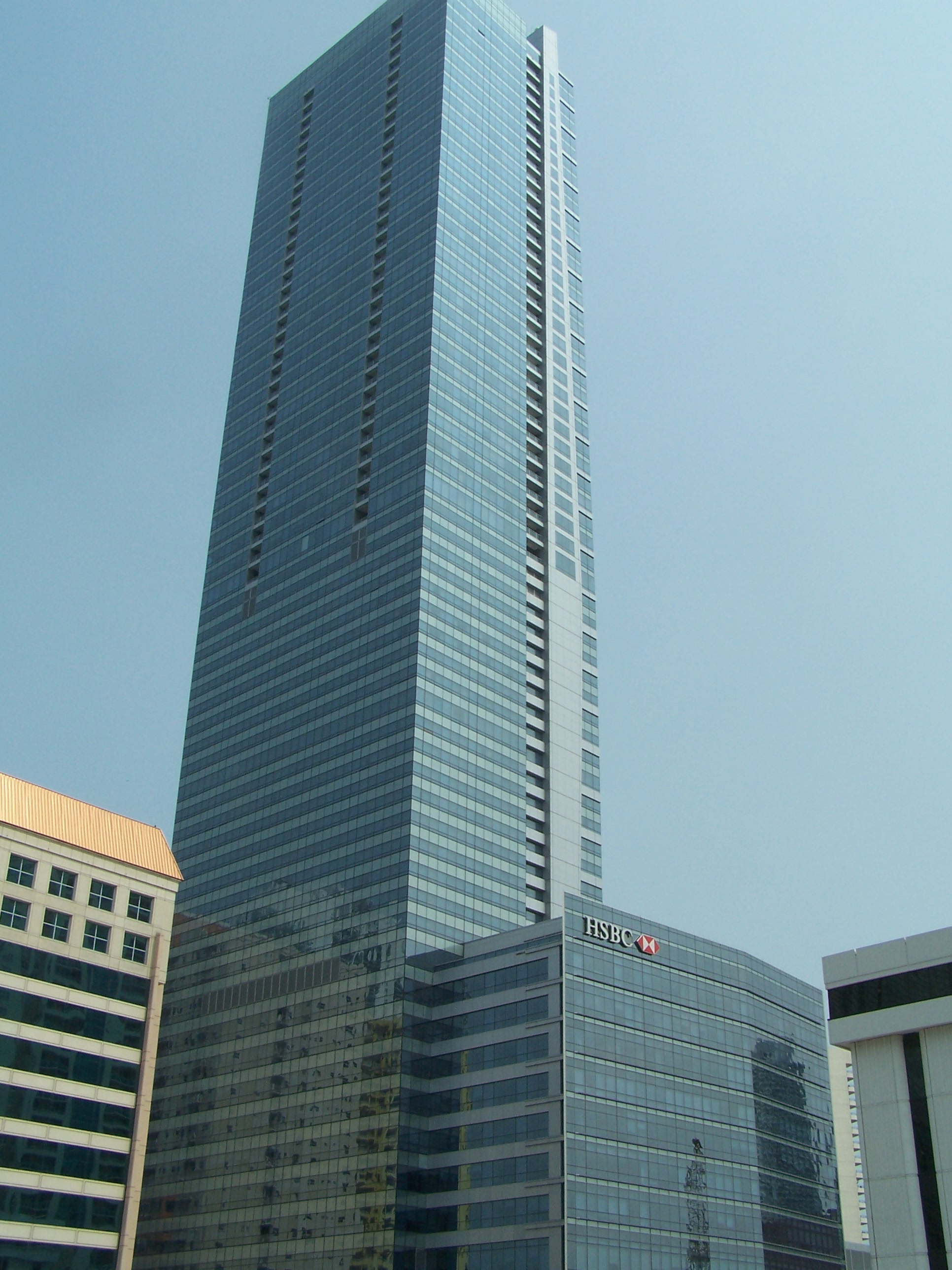
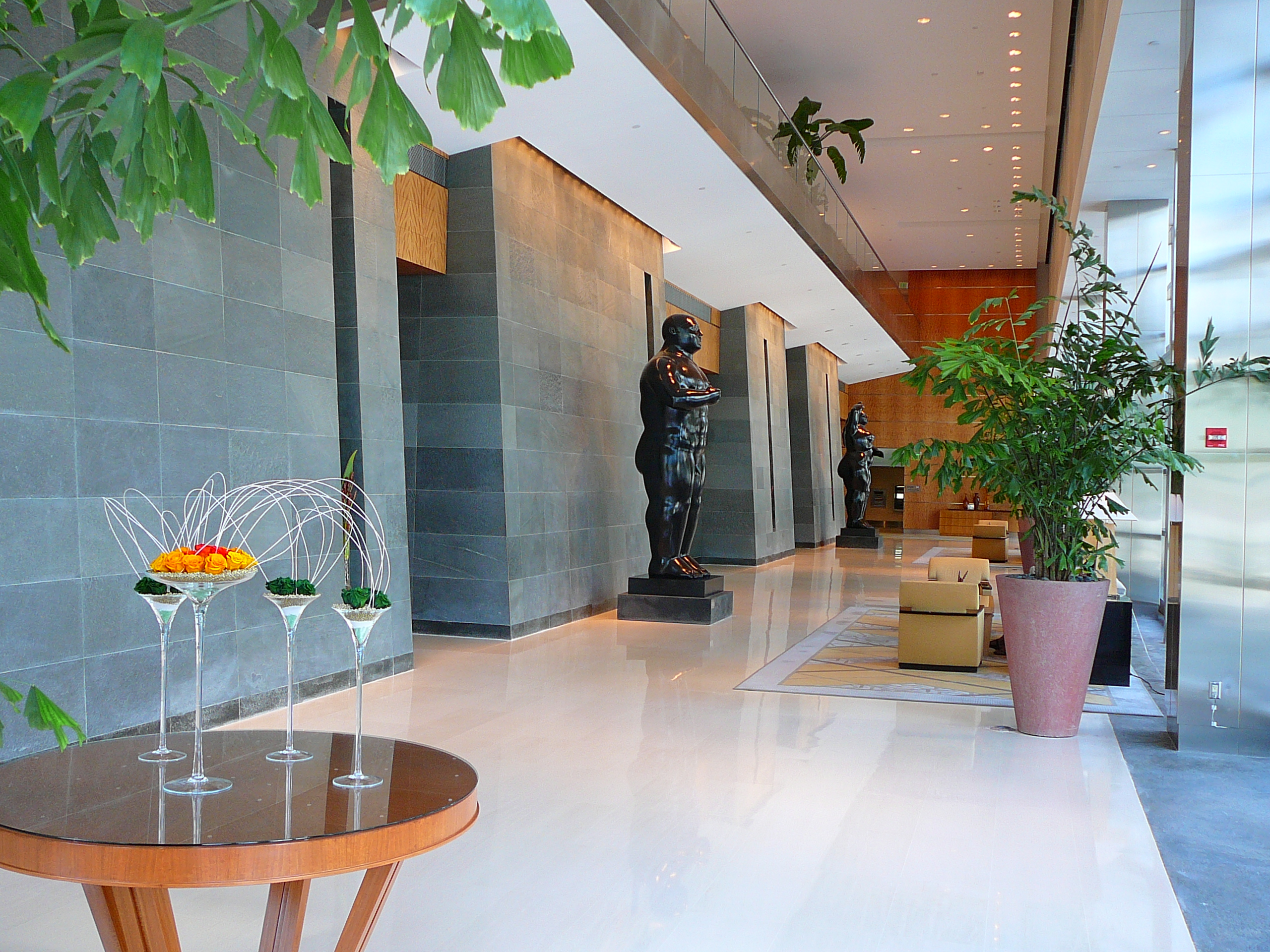
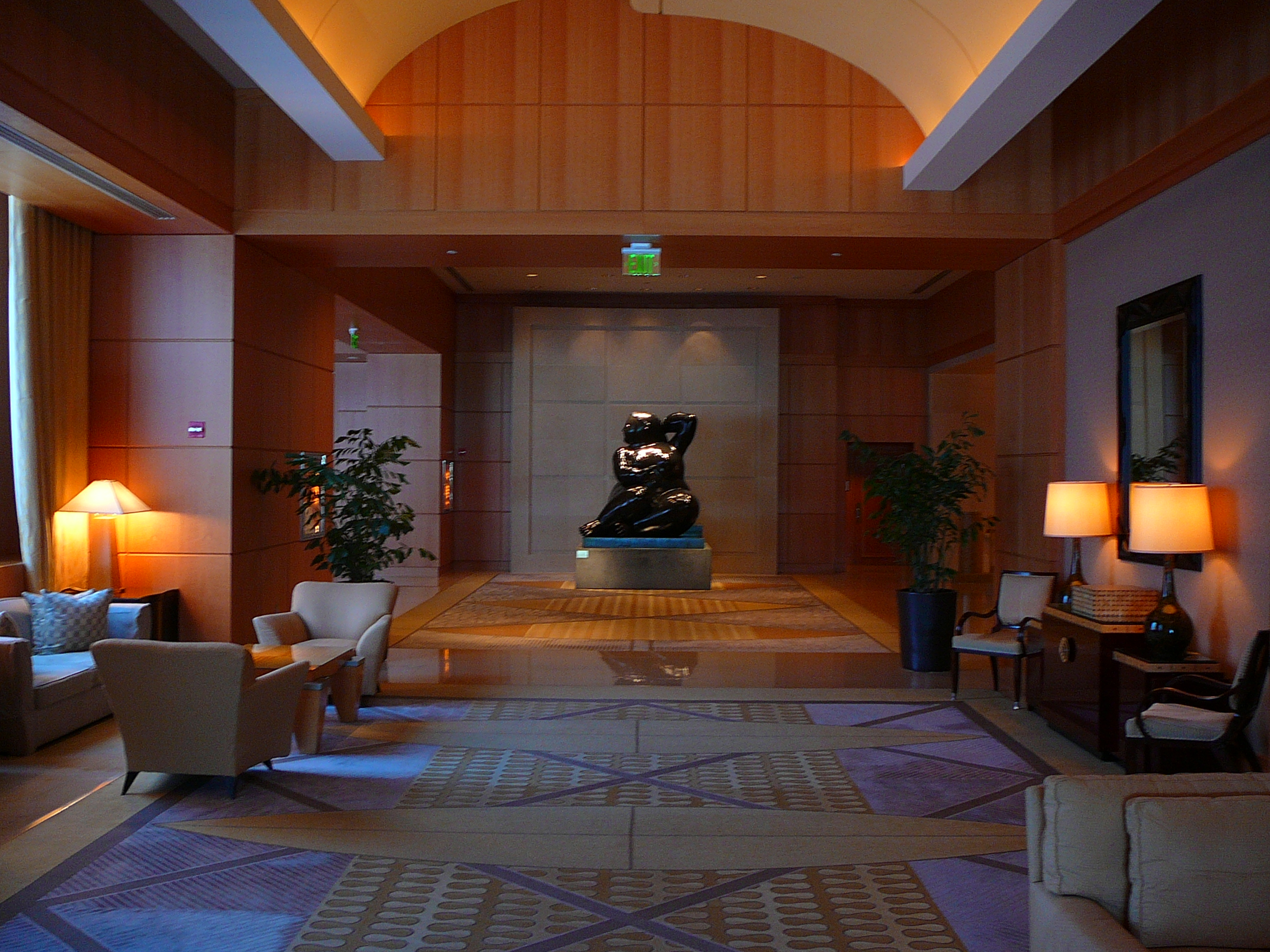
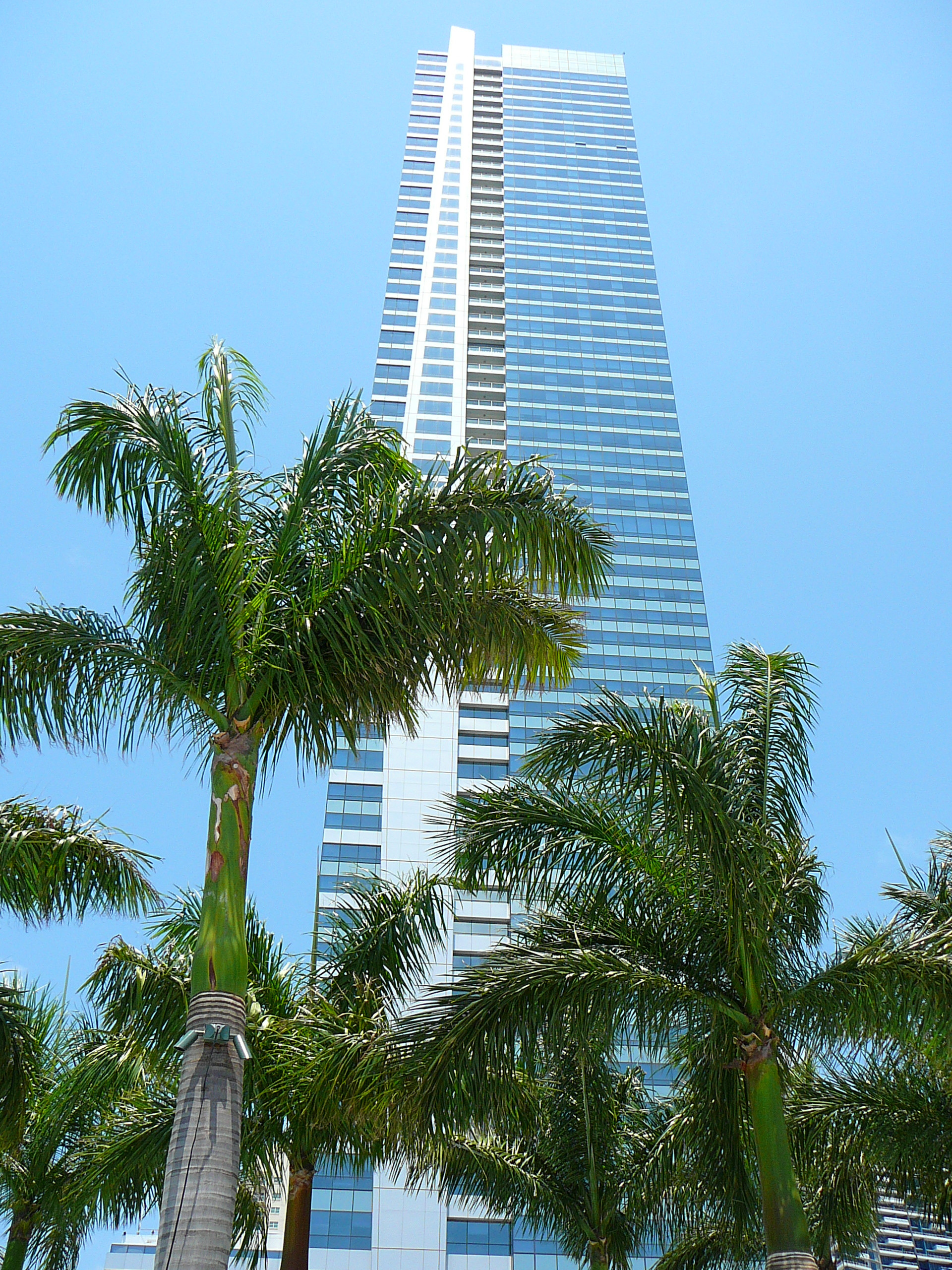
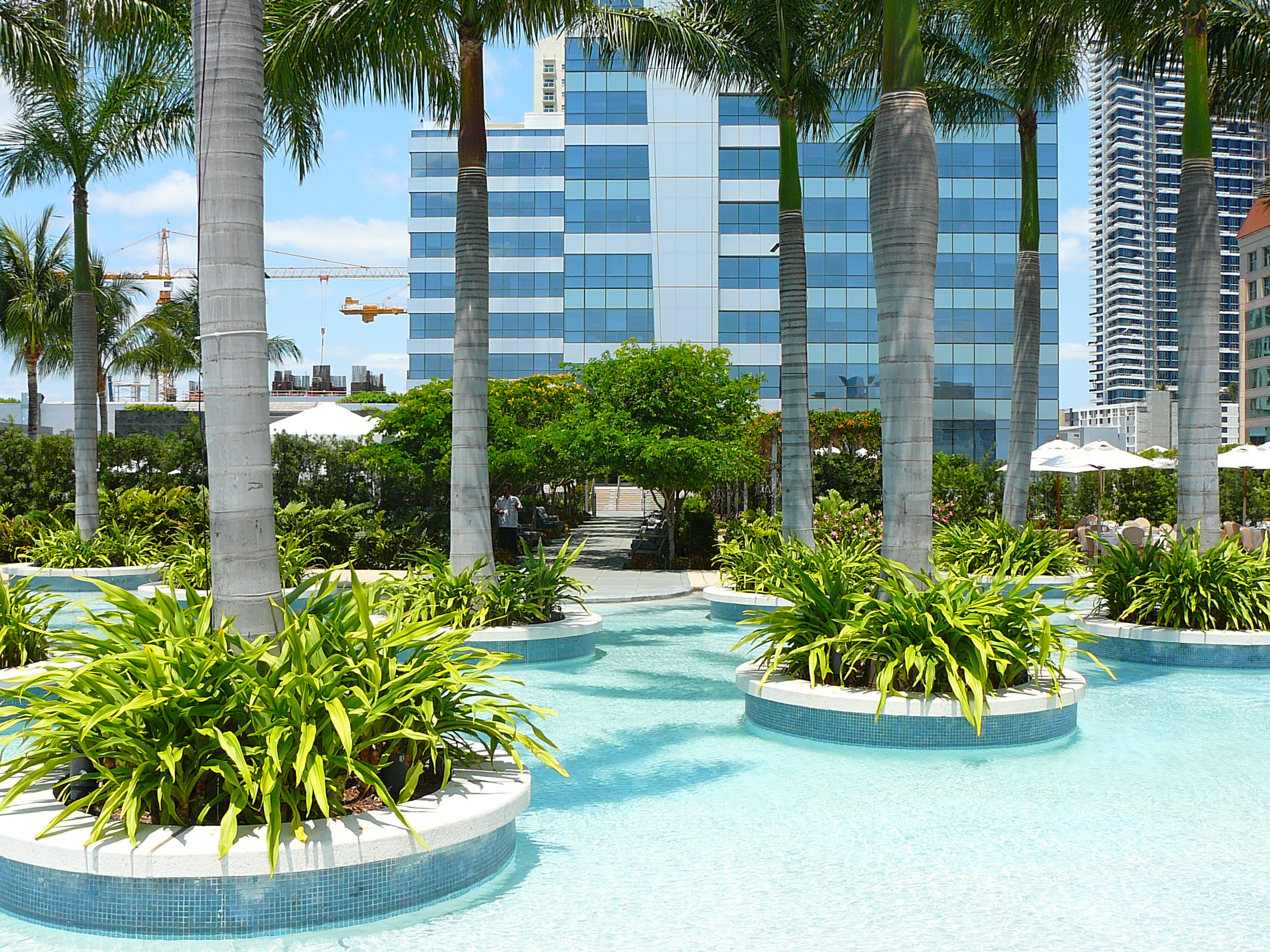
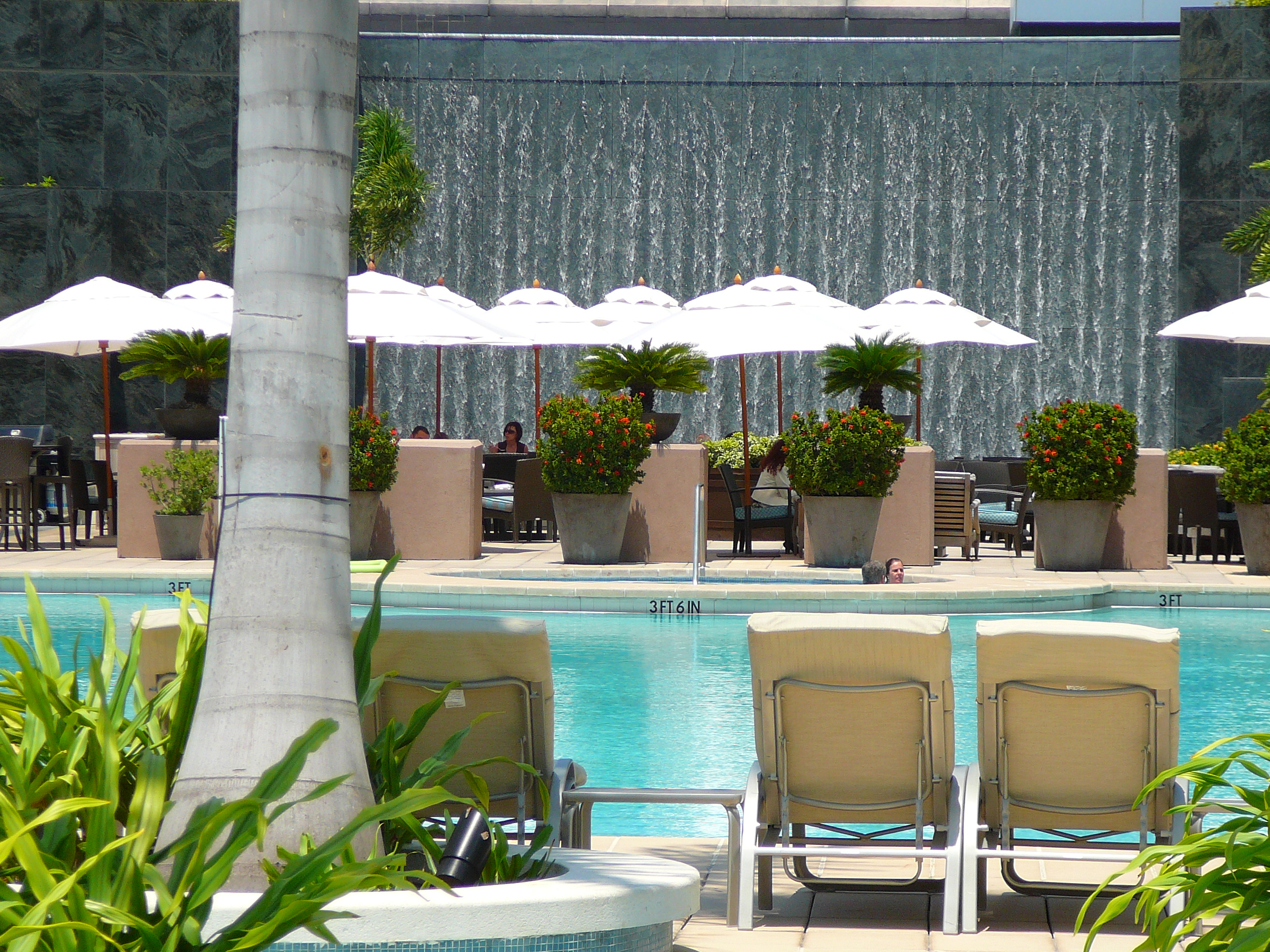
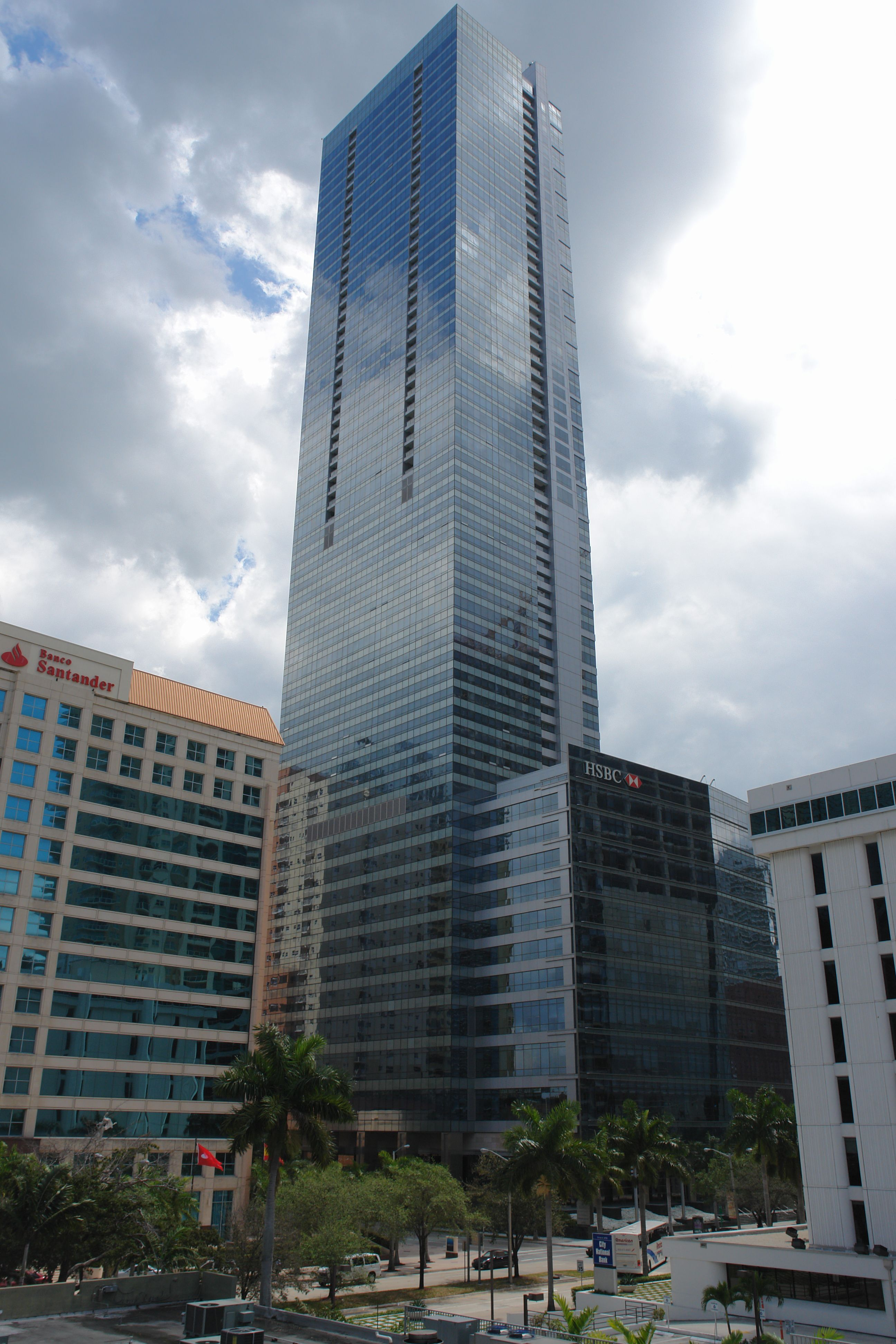